# Zdzisław Marek (poeta)
Zdzisław Marek (ur. 1923 w Radymnie, zm. 26 czerwca 1995 w Sydney) – polski poeta, eseista.

## Życiorys
Studiował po wojnie medycynę w Monachium, którą ukończył na Uniwersytecie w Sydney. Przyjechał do Australii w 1949 roku. Mieszkał na Tasmanii, a potem w Sydney. Zdzisław Marek był członkiem Związku Pisarzy Polskich na Obczyźnie. Tomiki swoich wierszy publikował w londyńskiej Oficynie Poetów i Malarzy. Listy i inedita wierszy są przechowywane w Bibliotece Uniwersytetu Mikołaja Kopernika w Toruniu.

### Poezja
- Wiersze zebrane. Londyn 1963.
- W cieniu. Londyn 1967.
- Znad rzeki Styx. Warszawa 1975.
- Wyspa Orfeusza. Warszawa 1986.

### Eseje
- Przypływy i odpływy Europy. Londyn 1990.

### Wydania w antologiach
- Emigranci, wybór J. Niemojowski „Poezja” 1987, nr 4-5.
- Zielona zima, Antologia poezji i prozy polskiej w Australii; wybór L. Amber, Lublin 1997.

## Opracowania
- Tymoteusz Karpowicz: Le souverain de l'île de la conscience pure: sur la poésie de Zdzisław Marek, Revue des Études Slaves, LXIII/2, 1991.